# Ист Појнт (Џорџија)
Ист Појнт (енгл. East Point) град је у америчкој савезној држави Џорџија. По попису становништва из 2010. у њему је живело 33.712 становника.

## Демографија
Према попису становништва из 2010. у граду је живело 33.712 становника, што је 5.883 (14,9%) становника мање него 2000. године.
| Група             | 2000.          | 2010.          |
| Белци             | 5.135 (13,0%)  | 3.978 (11,8%)  |
| Афроамериканци    | 30.949 (78,2%) | 25.165 (74,6%) |
| Азијати           | 244 (0,6%)     | 268 (0,8%)     |
| Хиспаноамериканци | 2.998 (7,6%)   | 3.890 (11,5%)  |
| Укупно            | 39.595         | 33.712         |